# Giuliano Sangiorgi
Giuliano Sangiorgi (né le 24 janvier 1979 à Nardò, dans la province de Lecce, dans les Pouilles) est un chanteur, guitariste et pianiste italien, auteur et compositeur des musiques de Negramaro.

## Biographie
Giuliano Sangiorgi a fréquenté le lycée classique Giuseppe Palmieri de Lecce. Sa carrière musicale a commencé comme guitariste, mais très vite il a développé des capacités de chanteur et pianiste jusqu'à devenir un chanteur affirmé au sein de son groupe.
En plus d'avoir réalisé la bande originale du film La febbre d'Alessandro D'Alatri, il y a interprété le rôle d'un barman.
En tant qu'auteur il a écrit Le parole che non ti ho detto chantée par Andrea Bocelli. En  2006, il a participé au projet Rezophonic, en prêtant sa propre voix pour les extraits I miei pensieri et L'uomo di plastica. Il a collaboré à l'écriture du texte de Strade da disegnare, extrait du groupe Ameba4.
Il a participé au projet soliste de Corrado Rustici, Deconstruction of a post modern musician en interprétant l'extrait Maledette Stelle. Le 25 août 2007, il a participé comme invité à la Nuit de Taranta dans la province de Salerne, sa terre d'origine, en interprétant deux extraits en dialecte salentin. 
En 2007 Giuliano Sangiorgi a réalisé un duo avec Dolores O'Riordan dans l'extrait Senza fiato, extrait écrit à quatre mains sur des musiques de Paolo Buonvino pour la bande originale du film Cemento armato. Le cd des Negramaro La finestra est sorti également en version collector CD + DVD, le premier contient le bonus track Senza fiato, le second contient Dall'altra parte della luna un documentaire rock dans lequel les protagonistes racontent les origines de leur groupe et montrent les phases de l'élaboration de La finestra.
En 2008, il a collaboré avec Jovanotti dans le dernier album du rappeur toscan, Safari, en participant à la chanson homonyme et aussi à Cade la pioggia écrite par lui-même pour  l'album La finestra. En outre il a réalisé un duo avec Cristina Donà, Settembre, inclus dans l'album Piccola faccia.